# Altherr (Familie, Trogen)
Das Geschlecht der Altherr stammt vermutlich aus St. Gallen. Im Jahr 1463 wird es in Trogen im Schweizer Kanton Appenzell Ausserrhoden erstmals urkundlich erwähnt.

## Geschichte
Die Altherr gehörten vom 16. bis zum frühen 18. Jahrhundert zu den führenden Geschlechtern Trogens und des Landes Appenzell Ausserrhoden. Mehrere Angehörige versahen das Amt des Gemeindehauptmanns von Trogen oder eines Landesbeamten, zuletzt Michael Altherr, der als einziger der Familie von 1732 bis 1735 als Landammann amtierte. Die verwandtschaftlichen Zusammenhänge des Geschlechts sind allerdings unklar.